# Успенский сельсовет (Алтайский край)
Успенский сельсовет — муниципальное образование со статусом сельского поселения и административно-территориальное образование в Локтевском районе Алтайского края России. Административный центр — село Успенка.

## Демография
По результатам Всероссийской переписи населения 2010 года, численность населения муниципального образования составила 1135 человек, в том числе 552 мужчины и 583 женщины. Оценка Росстата на 1 января 2012 года — 1082 человека.

## Населённые пункты
В состав сельского поселения входит один населённый пункт — село Успенка.